# 勝原インターチェンジ
勝原インターチェンジ（かどはらインターチェンジ）は、福井県大野市にある中部縦貫自動車道（大野油坂道路）のインターチェンジである。
福井市方面へのハーフICである。

## 道路
- E67 中部縦貫自動車道（大野油坂道路）[1]

## 接続する道路
- 国道158号[3]

## 歴史
- 2022年（令和4年）9月28日 :  IC名称が「勝原IC」に正式決定[5]。
- 2023年（令和5年）
  - 3月19日 : 勝原IC - 大野IC間開通に伴い供用開始[6]。
  - 10月28日 : 九頭竜IC - 勝原IC間開通[7]。

## 周辺
- 勝原駅（JR越美北線）
- 勝原花桃の里
- 荒島岳勝原登山口
- 鳩ヶ湯
- 小池公園 - 三ノ峰上小池登山口
- 刈込池

## 隣
E67 中部縦貫自動車道（大野油坂道路）
下山IC - 勝原IC - 荒島IC